# Aquitania (Colômbia)
Aquitânia (espanhol Aquitania) é um município no departamento de Boyacá, na Colômbia.